# Unie van het Russische Volk

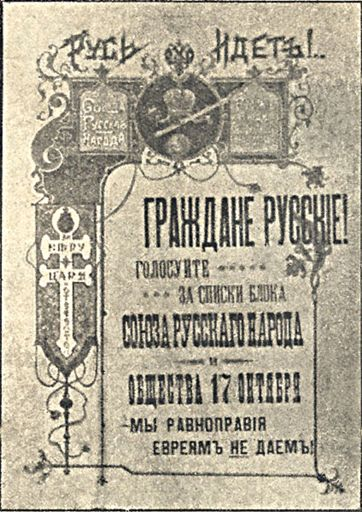
Verkiezingsposter van CPH

De Unie van het Russische Volk (CPH) (Russisch: Союз русского народа; Sojoez roesskogo naroda) was een Russische monarchistische, extreemrechtse, zwarthonderdistische, antisemitische, antikatholieke en xenofobe politieke partij tussen 1905 en 1917.
De CPH werd in november 1905 gesticht in Sint-Petersburg en had haar leden en aanhang onder de contrarevolutionaire en reactionaire edelen, geestelijken, burgerij, boeren en studenten. De oprichting was een reactie op de Revolutie van 1905 (bezig sinds januari 1905). De leiders werden beticht van politieke moordaanslagen op rivaliserende, vooral extreemlinkse en revolutionaire, politieke partijen. Sommige historici denken dat de CHP de latere fascist Benito Mussolini geïnspireerd heeft, maar er blijkt te weinig vergelijking tussen het fascisme en het gedachtegoed van de CHP te zijn om het daarover eens te worden. Na de Februarirevolutie in 1917 werd de leider Alexander Dubrovin gearresteerd.
In de Doema staan de leden van het CPH, waaronder Vladimir Poerisjkevitsj, bekend als heetgebakerde racisten die vooral de minderheden, zoals christelijke, niet-christelijke, republikeinen, nihilisten en linkse oproerkraaiers, de schuld van alle rampspoed in het keizerlijk Rusland gaven. Buiten de Doema blijken de CPH-leden erg gewelddadig te zijn. Na de opheffing en tijdens de Russische Burgeroorlog hebben veel voormalige CPH-leden zich bij het Witte Leger aangemeld.